# Певсип, Елевсип, Малевсип и Леонила
Свети мученици Певсип, Елевсип, Малевсип и баба им Леонила пострадали за Христа у време цара Марка Аврелија (161—180) у Француској.
Три брата, три близанца. Најпре само Леонила беше хришћанка, док унуци њени беху незнабошци. После дугих савета од стране благочестиве Леониле и меснога свештеника ова три брата се крсте. Крстивши се, они почну свим младићким жаром ревновати за своју веру, и у тој ревности пођу и полупају све идоле по целој околини. Оптужени и изведени на суд, они признаду своје дело и јавно исповеде веру своју у Христа. Судија их баци у тамницу, па позове бабу Леонилу и упути је, да и она пође у тамницу и посаветује своје унуке, да се одрекну Христа и поклоне идолима. Леонила ћутке пође у тамницу, но место да саветује унуке да се одрекну праве вере, она их почне храбрити, да се не поколебају, но да истрају до краја у свима мукама и умру за Христа. Када их судија поново испита и виде њихову још појачану непоколебљивост у вери, осуди их на смрт. Сва тројица најпре буду обешени о једно дрво где вишаху „као струне на гуслама“, по том шибани, и најзад огњем сажежени. Нека жена, Јовила, одушевљена храброшћу ових мученика, повика: „И ја сам хришћанка“! Одмах, њу ухвате, и заједно са старицом Леонилом мачем посеку.
Српска православна црква слави их 16. јануара по црквеном, а 29. јануара по грегоријанском календару.